# Gearchaeales
Gearchaeales o Geoarchaeota es un orden candidato del dominio Archaea recientemente propuesto. Aunque hasta el momento no ha sido posible su cultivo, mediante análisis genéticos se ha determinado que difieren de otras arqueas. Se han encontrado en las fuentes termales de parque nacional de Yellowstone. Son por tanto organismos termófilos que viven en ambientes ácidos reduciendo el hierro férrico. Los análisis genéticos han determinado que estos organismos presentan las vías necesarias para el catabolismo de péptidos y carbohidratos complejos, así como un complejo de monóxido de carbono deshidrogenasa bacteriano de tipo I probablemente utilizado para la conservación de la energía. Alternativamente se ha sugerido que estos organismos constituyen un linaje del orden Thermoproteales en vez de un nuevo filo de Archaea. Gearchaeales forma parte de Thermoproteota o TACK.